# Lea Ann Parsley
Lea Ann Parsley   (Logan, 12 de juny de 1968) és una esportista estatunidenca, ja retirada, que va competir a cavall del segle XX i XXI. S'inicià en el bàsquet i l'atletisme, però fou en el tobogan on aconseguí els seus principals èxits. Pels seus esforços dins i fora del camp va ser nomenada dues vegades atleta femenina de l'any de la Universitat Marshall.
El 1998 entrà a l'equip nacional de tobogan dels Estats Units, on durant sis anys va prendre part al circuit internacional de la copa del món. El seu segon lloc l'any 1999 a Noruega va ser la primera medalla obtinguda a la copa del món femenina pels Estats Units. En total aconseguí set medalles a la copa del món. El 2004 guanyà el campionat nacional dels Estats Units.
El 2002 va prendre part en els Jocs Olímpics d'Hivern de Lake Placid, on va guanyar una medalla de plata en la prova de tobogan rere la seva compatriota Tristan Gale. Va ser una de les vuit atletes escollides per portar la bandera del World Trade Center durant la cerimònia inaugural dels Jocs Olímpics d'hivern de 2002.
Una greu lesió provocada per un bobsleigh mentre es preparava pels Jocs Olímpics d'Hivern de 2006 va obligar-la a retirar-se de la competició, tot i que continuà lligada a l'esport com a entrenadora de l'equip olímpic.